# 池田ワイン城50周年感謝祭 × DREAMS COME TRUE 35周年 「ドリカムとドリカムの日」
『池田ワイン城50周年感謝祭 × DREAMS COME TRUE 35周年 「ドリカムとドリカムの日」』は、DREAMS COME TRUEが主体となって2024年7月に行ったイベント。

## 概要
- 吉田美和の故郷である北海道池田町で行ったスペシャルイベント。
- 池田ワイン城の50周年とDREAMS COME TRUEの35周年を記念し、さまざまなイベントを開催した。
- ミニライブ・映画上映、衣装展示を行った。

## イベント内容

### 両日（7月6日・7日）

#### オープニングセレモニー
- 出演：池田町町長 安井美裕 ／ DREAMS COME TRUE 中村正人

#### JUON（THE&）アコースティック mini LIVE
- 出演：JUON ／ 武藤良明（7日のみ）

#### KEITA MARUYAMAとドリカム 衣装巡りショー
- KEITA MARUYAMAがDCTgarden IKEDAに展示されている衣装を解説しながら巡るツアー。

### 1日目のみ（7月6日）

#### ドリカムディスコ 2024 in IKEDA
- 出演：DJ KING MASA ／ S＋AKS -2（GOTO、SHIGE、INO-D）／ 池田町選抜ダンサー

#### 映画上映
- 「カミノフデ ～怪獣たちのいる島～」プレミア上映
- 出演：村瀬継蔵

### 2日目のみ（7月7日）

#### DREAMS COME TRUE ACOUSTIC風味 mini LIVE
- 出演：DREAMS COME TRUE
- U-NEXTにて10月31日より配信予定

#### 映画上映
- 「Page 30」プレミア上映
- 出演：堤幸彦